# Ерік Шоджі
Ерік Томас Шоджі (англ. Erik Thomas Shoji, нар. 24 серпня 1989) — американський волейболіст, бронзовий призер Олімпійських ігор 2016 року.

## Виступи на Олімпіадах
| Олімпіада           | Дисципліна | Місце |
| ------------------- | ---------- | ----- |
| Ріо-де-Жанейро 2016 | волейбол   | 3     |

## Особисте життя
У червні 2025 року публічно назвав себе квіром у своїх соцмережах.